# Marthe Ndiaye
Marthe Ndiaye (Joal-Fadiouth, 4 novembre 1963) è un'ex cestista senegalese.

## Carriera
Con il Senegal ha partecipato ai Campionati mondiali del 1990.